# Blue Mounds (condado de Dane, Wisconsin)
Blue Mounds es un pueblo ubicado en el condado de Dane en el estado estadounidense de Wisconsin. En el Censo de 2010 tenía una población de 968 habitantes y una densidad poblacional de 11,47 personas por km².

## Geografía
Blue Mounds se encuentra ubicado en las coordenadas 42°59′43″N 89°46′48″O / 42.99528, -89.78000. Según la Oficina del Censo de los Estados Unidos, Blue Mounds tiene una superficie total de 84.42 km², de la cual 84.39 km² corresponden a tierra firme y (0.03%) 0.03 km² es agua.

## Demografía
Según el censo de 2010, había 968 personas residiendo en Blue Mounds. La densidad de población era de 11,47 hab./km². De los 968 habitantes, Blue Mounds estaba compuesto por el 97.42% blancos, el 0.83% eran afroamericanos, el 0.41% eran amerindios, el 0.72% eran asiáticos, el 0% eran isleños del Pacífico, el 0.62% eran de otras razas y el 0% pertenecían a dos o más razas. Del total de la población el 2.38% eran hispanos o latinos de cualquier raza.